# Região Metropolitana de Manaus
A Região Metropolitana de Manaus (RMM), também conhecida como Grande Manaus, é a maior região metropolitana da região Norte do Brasil, com 2 783 002 de habitantes em 2024, e a décima primeira mais populosa do país. Instituída em 2007 pela Lei Complementar Estadual nº 52, reúne 13 municípios do estado do Amazonas em processo de conurbação.
Manaus exerce significativa influência como metrópole regional, influenciando cerca de 4,5 milhões de pessoas nos estados do Amazonas e Roraima, sendo a segunda maior rede urbana em área do Brasil. É o centro político, financeiro, comercial, educacional e cultural do Amazonas, representando em torno de 84% da economia e 64% da população do estado. Em 2017, o Índice de Desenvolvimento Humano (IDH) da Grande Manaus era considerado alto pelo Programa das Nações Unidas para o Desenvolvimento (PNUD), cujo valor, de 0,767, é o maior dentre todas as regiões metropolitanas da região Norte e o 12.º do país.
A metrópole abriga um grande número de sedes nacionais e internacionais de instituições e empresas públicas e privadas, como a Confederação Sul-Americana de Atletismo, o Comando Militar da Amazônia, o CINDACTA IV, o VII COMAR, a SUFRAMA, o Instituto Nacional de Pesquisas da Amazônia, o Tribunal Regional do Trabalho da 11.ª Região, a Petróleo Sabbá SA, a Atem's Distribuidora, a CIEX, a Amazon Sat, a Rede Amazônica, a rede de Supermercados DB, a rede de lojas Bemol, entre outras.
A Região Metropolitana de Manaus constitui-se numa área estratégica para o desenvolvimento do estado. Nela estende-se uma área de livre comércio, onde estão abrigadas algumas das maiores e mais importantes empresas instaladas no país do ramo de transportes e comunicações, além de polos biotecnológicos, petroquímicos, centros comerciais e intensa atividade portuária. A RMM também está localizada estrategicamente em relação aos países da América Latina e aos Estados Unidos, sendo o Aeroporto Internacional de Manaus a principal porta de entrada da Amazônia com voos diretos para Miami, Orlando, Buenos Aires, Cidade do Panamá e Caracas.

## História
Primórdios - A importância de Manaus no cenário regional ocorre desde o ciclo da borracha. A partir de 1890, a influência europeia em transformações urbanas marcou o início do processo de metropolização de Manaus. Em 1896 a cidade já contava com energia elétrica, água encanada, telefonia e costumes de cidades modernas. Em 1899 já circulava suas primeiras linhas de bonde.
1978 - Após a consolidação da metropolização da capital amazonense, o Instituto Brasileiro de Geografia e Estatísticas (IBGE) reconheceu Manaus como metrópole regional em estudo de 1978.
1991 - Manaus superou a marca de 1 milhão de habitantes, segundo o Censo do IBGE de 1991, contingente populacional característico de metrópole.
2007 - O Governo do Estado do Amazonas, por meio da Lei Complementar nº 52, de 30 de maio de 2007, instituiu a Região Metropolitana de Manaus com vistas à organização, ao planejamento e à execução de funções públicas e serviços de interesse metropolitano ou comuns. Esta Lei instituiu a RMM, composta pelos municípios de Careiro da Várzea, Iranduba, Itacoatiara, Manaus, Novo Airão, Presidente Figueiredo e Rio Preto da Eva. Em novembro do mesmo ano, o Governo do Estado iniciou a construção da Ponte Rio Negro, ligando Manaus ao município de Iranduba. Em 27 de dezembro, o município de Manacapuru é incluído na região metropolitana.
2008 - Foi criada a Secretaria de Estado de Desenvolvimento da Região Metropolitana de Manaus - SRMM pela Lei Complementar nº 60, de 29 de fevereiro de 2008, como órgão integrante da administração direta do Poder Executivo.
2009 - São incluídos os municípios de Autazes, Careiro, Itapiranga, Manaquiri e Silves, totalizando 13 municípios na região metropolitana.
2011 - Em 24 de outubro de 2011 foi inaugurada a Ponte Rio Negro com 3 595 metros de comprimento, a maior ponte fluvial estaiada do Brasil. O empreendimento, que liga Manaus ao município de Iranduba, representa muito mais que uma solução logística para o escoamento da produção e o transporte de pessoas. A ponte abre uma leque de novas oportunidades e de desenvolvimento socioeconômico para os municípios da Grande Manaus e interior do estado., bem como a possibilidade de expansão urbana e imobiliária de Manaus em direção aos municípios mais próximos que passam a ter uma ligação mais rápida viabilizada pela Ponte e a Rodovia Manoel Urbano (AM-070).
2012 - O Governo do Estado do Amazonas anunciara, em janeiro de 2012, o projeto de duplicação da Rodovia Manoel Urbano (AM-070). Com 93 km de extensão, ela liga Manaus aos municípios de Iranduba e Manacapuru, sendo a principal via para o escoamento da produção local.
2015 - Foi aprovado em 2015 o Projeto de Lei que visa estender a área da Zona Franca de Manaus, cujo objetivo é fazer coincidir com os perímetros da Região Metropolitana de Manaus. A proposta visa a maior abrangência física legal em relação à promoção ao desenvolvimento regional dos municípios envolvidos em face do incremento das atividades econômicas existentes.
2021 - O Governo do Estado do Amazonas entregou a AM-070 duplicada e modernizada. A rodovia, conhecida como Manoel Urbano, é de extrema importância para o desenvolvimento econômico e social de municípios da Região Metropolitana de Manaus (RMM), que reúnem grande potencial em atividades do setor primário e turismo.

## Economia
A Região Metropolitana de Manaus é o maior polo de riqueza regional. A metrópole detém a centralização do comando do grande capital privado, abrigando um dos mais importantes complexos industriais do país, centros comerciais, instituições financeiras, universidades e importantes centros tecnológicos e de pesquisa.
Seu Produto Interno Bruto, de acordo com o IBGE, era de R$ 91.5 bilhões em 2019. Esse número coloca a RMM como a mais rica da região Norte do Brasil e representa 1,22% do PIB nacional. No mesmo ano, a renda per capita foi calculada em R$ 29.824,56.

### Agropecuária
O Distrito Agropecuário da SUFRAMA, localizado ao norte de Manaus, dispõe de grandes áreas destinadas a projetos agropecuários e agroindustriais. Entende-se por atividade agropecuária a produção, o processamento e a comercialização dos produtos, subprodutos e derivados, serviços e insumos agrícolas, pecuários, pesqueiros e florestais, inclusive do extrativismo vegetal. O pólo agropecuário abriga projetos voltados à atividades de produção de alimentos, agroindústria, piscicultura, turismo, beneficiamento de madeira, entre outras, formando um dos mais modernos pólos industriais da América Latina. Estima-se que o faturamento do Distrito Agropecuário supere atualmente o montante de R$ 20 milhões e que mais de dois mil empregos são gerados de forma direta e indireta a partir de suas propriedades. Os municípios de Autazes, Iranduba, Itacoatiara, Manacapuru e Presidente Figueiredo são destaques no setor primário da região metropolitana.
- Autazes: a economia do município baseia-se na criação de gado leiteiro, o que valeu a cidade o título de terra do leite e do queijo. Também há uma grande produção de queijo coalho, queijo manteiga e leite, bem como o cultivo de mandioca (farinha), cupuaçu, guaraná, laranja, feijão e milho.[30]
- Iranduba: situado à margem esquerda do Rio Solimões, é o maior produtor de hortifrutigranjeiros no Amazonas.[31] A localização do município permite a existência de dois ecossistemas diversos. Na orla do Rio Negro figuram paisagens paradisíacas, praias, cachoeiras e florestas abundantes; ao longo do rio Solimões descortinam-se extensas áreas de várzea com atividades agrícolas, pesqueiras e de contemplação.[32]
- Itacoatiara: considerado um dos maiores polos agropecuários da região Norte do Brasil, destaca-se como importante produtor de mandioca, banana, laranja, feijão, café, hortaliças e milho. A pecuária e a pesca também constituem um forte empreendedor econômico do município, com destaque para a criação de bovinos equinos e suínos. Na pesca, as espécies mais comuns são o pacu, sardinha, curimatã, branquinha, jaraqui, matrinxã, acari-bodó e outras espécies de peixes oriundos de água doce.[33] A produção agrícola de frutos no município alcançou R$ 296 milhões, em 2016, o quinto município com maior valor de produção do país.[34]
- Manacapuru: destaca-se na produção de fibras. Segundo dados do Instituto de Desenvolvimento Agropecuário e Florestal Sustentável do Amazonas (IDAM), em 2018 foram produzidas 6 770 toneladas de juta e malva no Amazonas, sendo Manacapuru o maior produtor do estado, com 4.042 toneladas.[35]
- Presidente Figueiredo: o cupuaçu é o principal item da cultura econômica rural do município,[36] que reflete também no setor de turismo através da Festa do Cupuaçu, alavancando toda a economia da cidade nesse período.[37]

### Biotecnologia
A Grande Manaus vem ocupando e consolidando uma importante posição econômica em nível nacional. Possui uma estrutura agrícola e agroindustrial bastante significativa e desempenha atividades terciárias de expressiva especialização. Destaca-se ainda pela presença de centros inovadores no campo das pesquisas científica e tecnológica, bem como o Centro de Biotecnologia da Amazônia (CBA). É uma iniciativa conjunta da comunidade científica, do setor privado, do governo federal, e dos governos estaduais da Região Amazônica e visa: contribuir para o desenvolvimento da bioindústria no país e em especial na região amazônica; atuar fortemente na geração de conhecimento e transferência de tecnologia de ponta, mediante diversas modalidades de parcerias com instituição de pesquisa e o setor privado; e contribuir para diversificação da estrutura produtiva do Polo Industrial de Manaus, no que se refere à ampliação das oportunidades de investimento na região.

### Petroquímica
A Refinaria Isaac Sabbá, pertencente à Petrobras, localizada às margens do Rio Negro, em Manaus, iniciou suas operações em 6 de setembro de 1956 com a denominação de Companhia de Petróleo da Amazônia, mas foi inaugurada oficialmente em 3 de janeiro de 1957, com a presença do então presidente da República Juscelino Kubitschek. Opera desde o ano 2000 com capacidade de processamento de 7 milhões e 300 mil litros de petróleo por dia, ou seja, 46 mil barris por dia. A refinaria é autossuficiente em energia, dispondo de uma central termoelétrica que produz e distribui 5,8 megawatts, uma capacidade suficiente para atender a demanda por energia de uma cidade com 35 mil habitantes. Atende aos mercados de Amazonas, Pará, Amapá, Rondônia, Acre e Roraima.
O gasoduto Urucu-Coari-Manaus iniciou as operações em 2009 e tem capacidade de transportar 5,5 milhões de metros cúbicos por dia. Em julho de 2019, a Companhia de Gás do Amazonas (Cigás) informou que está expandindo sua rede de gás natural pela cidade de Manaus e que já atende vários conjuntos residenciais e edifícios na capital.

### Indústria
O setor industrial fica por conta da SUFRAMA. Trata-se de um modelo de desenvolvimento econômico implantado pelo Governo Federal em 1967 objetivando viabilizar uma base econômica na Amazônia Ocidental, promover a melhor integração produtiva e social dessa região ao país, garantindo a soberania nacional sobre suas fronteiras. A mais bem-sucedida estratégia de desenvolvimento regional, o modelo leva à região de sua abrangência (estados da Amazônia Ocidental: Acre, Amazonas, Rondônia e Roraima e as cidades de Macapá e Santana, no Amapá) desenvolvimento econômico aliado à proteção ambiental, proporcionando melhor qualidade de vida às suas populações.
A Zona Franca de Manaus compreende três pólos econômicos: comercial, industrial e agropecuário. O primeiro teve maior ascensão até o final da década de 80, quando o Brasil adotava o regime de economia fechada. O industrial é considerado a base de sustentação da ZFM. O pólo industrial possui aproximadamente 600 indústrias de alta tecnologia gerando mais de meio milhão de empregos, diretos e indiretos, principalmente nos segmentos de eletroeletrônicos, veículos de duas rodas e petroquímico e químico. Entre os produtos fabricados destacam-se: aparelhos celulares e de áudio e vídeo, televisores, motocicletas, concentrados para refrigerantes, entre outros.
No município de Itacoatiara, a produção industrial está voltada para atividades agropecuárias, produção de minerais não metálicos, metalúrgica, mecânica, materiais elétricos, material de transporte, madeira, mobiliário, papel, borracha, couro, produtos farmacêuticos e veterinários, materiais plásticos, têxtil, vestuário, bebida, fumo, editorial e gráfica, calçados e construção.
Manacapuru também é um grande polo agroindustrial da Grande Manaus. A produção industrial está intimamente ligada à agricultura e à indústria extrativa local. Existem no município serrarias, usinas de destilação de óleo de pau-rosa, uma fábrica de aguardente de cana-de-açúcar, usina de beneficiamento de arroz, além de indústrias de acaí, calcário, madeira, juta, entre outros.
Iranduba, conectada à Manaus pela Ponte Rio Negro, apresenta concentrações de indústrias de tijolo, cerâmica, madeira, juta, ovo, entre outros.

### Comércio e serviços
Os setores de comércio e serviços são muito importantes para a RMM, sendo concentrados nas cidades de Manaus, Itacoatiara e Manacapuru. A metrópole apresenta uma grande concentração de pontos comerciais, agências bancárias, representantes de empresas dos mais variados seguimentos, serviços e órgãos públicos que servem à toda região.
Há um total de 10 shoppings centers em Manaus registrados na Associação Brasileira de Shopping Centers (ABRASCE). Os maiores da Região Norte estão localizados na cidade, entre eles, o Amazonas Shopping (o primeiro no município, inaugurado em 1991), o Shopping Manaus Via Norte (maior da Região Norte com 52.639 m² de ABL), o Manauara Shopping, o Shopping Ponta Negra e Sumaúma Park Shopping. Outros shoppings centers são o Millennium Shopping, o Manaus Plaza Shopping, o Shopping Grande Circular, o Studio 5 Festival Mall e Uai Shopping São José. Os 10 shoppings possuem, juntos, 324.353 m² de área bruta locável. Há, também, o Shopping Cidade Leste, inaugurado em julho de 2013, que não é registrado na Abrasce. O setor terciário é a maior fonte geradora de capital ao PIB manauara, rendendo ao município R$ 32,5 bilhões em 2016, segundo dados do IBGE.
Itacoatiara, apresentando um desenvolvimento acelerado, com mais de 100 mil habitantes e ostenta a segunda maior economia do estado. A cidade apresenta uma grande concentração de pontos comerciais, 5 agências bancárias (IBGE/2018) e serviços dos mais variados seguimentos que servem a todo eixo leste da RMM. O setor terciário é o mais importante da economia de Itacoatiara, rendendo ao município R$ 1,03 bilhão em 2016. São 887 empresas atuantes na cidade, segundo dados do IBGE de 2017.
Manacapuru, com mais de 100 mil habitantes, apresenta uma variedade de pontos comerciais, 5 agências bancárias (IBGE/2018) e serviços que servem a todo eixo oeste da Grande Manaus. No Cadastro Central de Empresas, divulgado pelo IBGE, o município aparece com 586 empresas atuantes em 2017. O setor terciário rendeu a Manacapuru R$ 612,7 milhões em 2016, sendo a maior fonte geradora de renda do município.

## Geografia

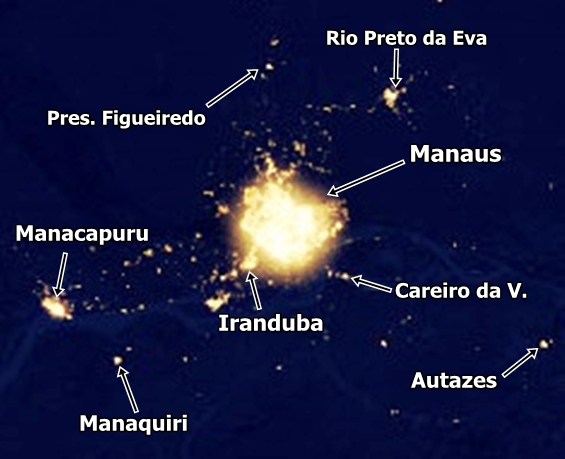
Imagem de satélite da NASA mostra o processo de conurbação no eixo Manaus–Iranduba–Manacapuru, interligados pela Rodovia Manoel Urbano.

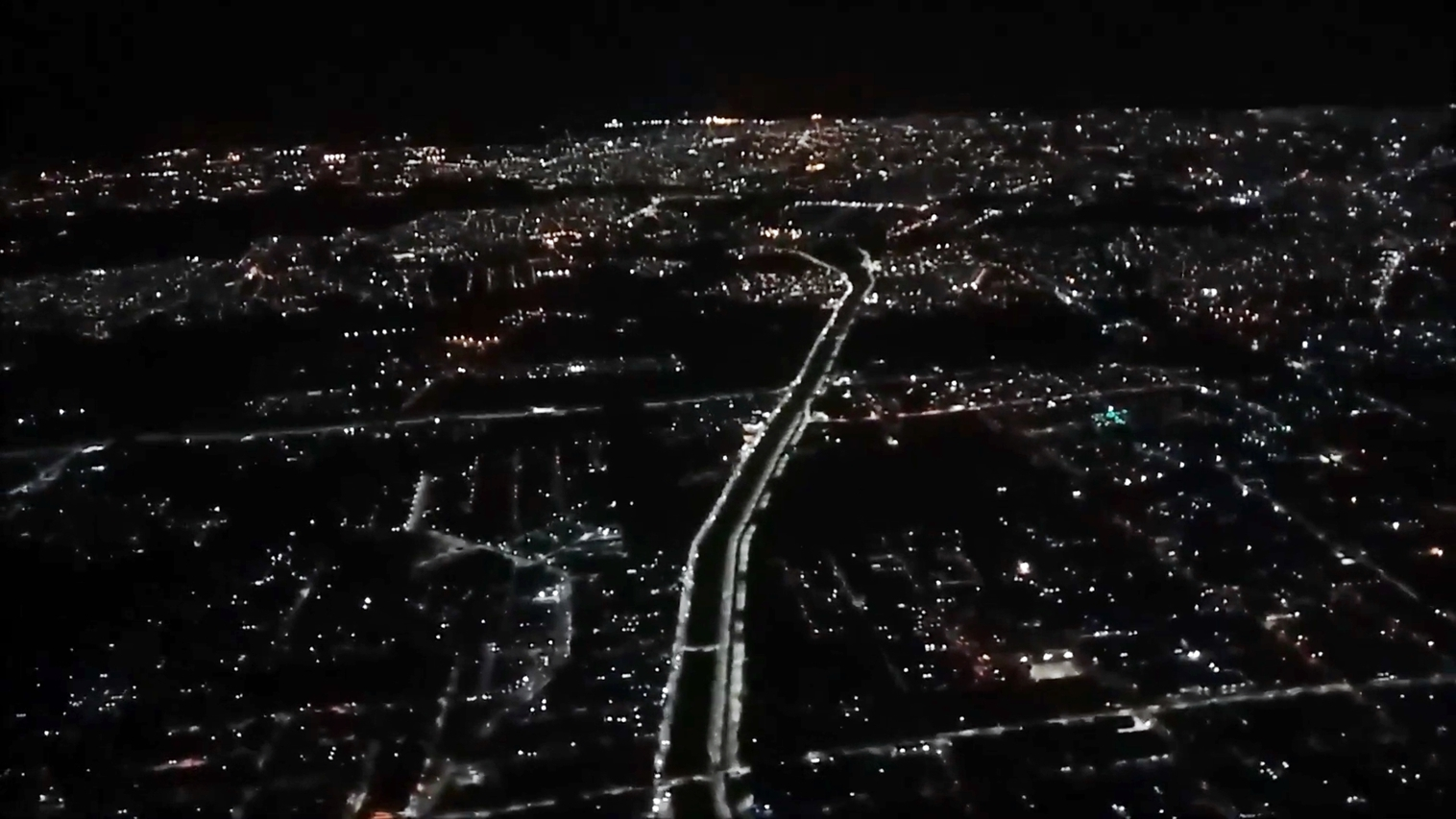
Vista aérea noturna da cidade de Manaus. Ao centro, a Avenida das Torres, com seus 6,3 km de extensão.

A área da Região Metropolitana de Manaus é de 127 287,789 quilômetros quadrados. É a maior área metropolitana brasileira, superior à área de alguns estados brasileiros como Pernambuco, Santa Catarina e Rio de Janeiro (sendo mais do que duas vezes superior a este último) e tem aproximadamente as mesmas dimensões de algumas nações como, Islândia (103 000 km²) e Coreia do Sul (99 538 km²), e superiores à de países como Hungria (93 032 km²) e Portugal (92 391 km²).
Manaus possui a quarta maior área urbana do país com 427 quilômetros quadrados, segundo dados da Embrapa de 2015. Em estudo divulgado em 2005 pela mesma instituição, a sede metropolitana possuía a maior área urbanizada das regiões Norte e Nordeste com 266 quilômetros quadrados. Em 2010, a Grande Manaus possuía um grau de urbanização de 94% e cerca de 60% da população estadual residia na RM. A população do município-núcleo, Manaus, correspondia, em 2010, a 85% da população metropolitana. A taxa de crescimento da população da RM de Manaus, entre 2000 e 2010, foi de 2,5% ao ano.
A metrópole de Manaus é uma exceção, devido às características de seu sítio, pois localiza-se na confluência de dois rios muito largos: o Solimões e o Negro, o que, até 2011 (antes da construção da Ponte Rio Negro), levava os deslocamentos cotidianos entre municípios a serem feitos por barcos. Outro aspecto é a vasta extensão territorial do município de Manaus, que dificulta a formação de um arranjo populacional.
Ao ser inaugurada em outubro de 2011, a ponte Manaus–Iranduba se tornou um importante indutor que potencializou a expansão do mercado imobiliário entre esses dois municípios, o que pode ser constatado pelo número de empreendimentos que se estabelecem, tanto vinculados à compra e venda de terras quanto da construção de imóveis. Tal realidade constitui um processo de metropolização do espaço, uma metropolização que se distingue das realidades das primeiras regiões metropolitanas brasileiras por se tratar de um processo fortemente induzido, ou seja, primeiro se criou a RMM para depois se estabelecer as dinâmicas vinculadas às ações políticas e do capital privado na produção e expansão imobiliária, configurando nova geografia no âmbito da realidade urbano-regional na Amazônia Ocidental.
O Governo Estado do Amazonas estuda a construção de um parque tecnológico da Universidade do Estado do Amazonas (UEA) em Iranduba. A proposta é abrir uma nova frente de desenvolvimento econômico e social, por meio da produção de conhecimento voltado às potencialidades regionais com geração de emprego e renda nas comunidades locais. Agregar insumos amazônicos aos produtos do Polo Industrial e estimular novas tecnologias para as indústrias naval e de pesca são exemplos de economias ainda pouco exploradas. Algumas das razões para implantar o parque de tecnologia, na estrutura abandonada da Cidade Universitária, são: retomada do projeto para o fortalecimento do ensino superior via UEA; a proposta de integrar as comunidades locais e de municípios vizinhos à chamada bio-economia; além da importância do estado começar a produzir conhecimento, iniciando uma nova era de desenvolvimento.

### Municípios e população

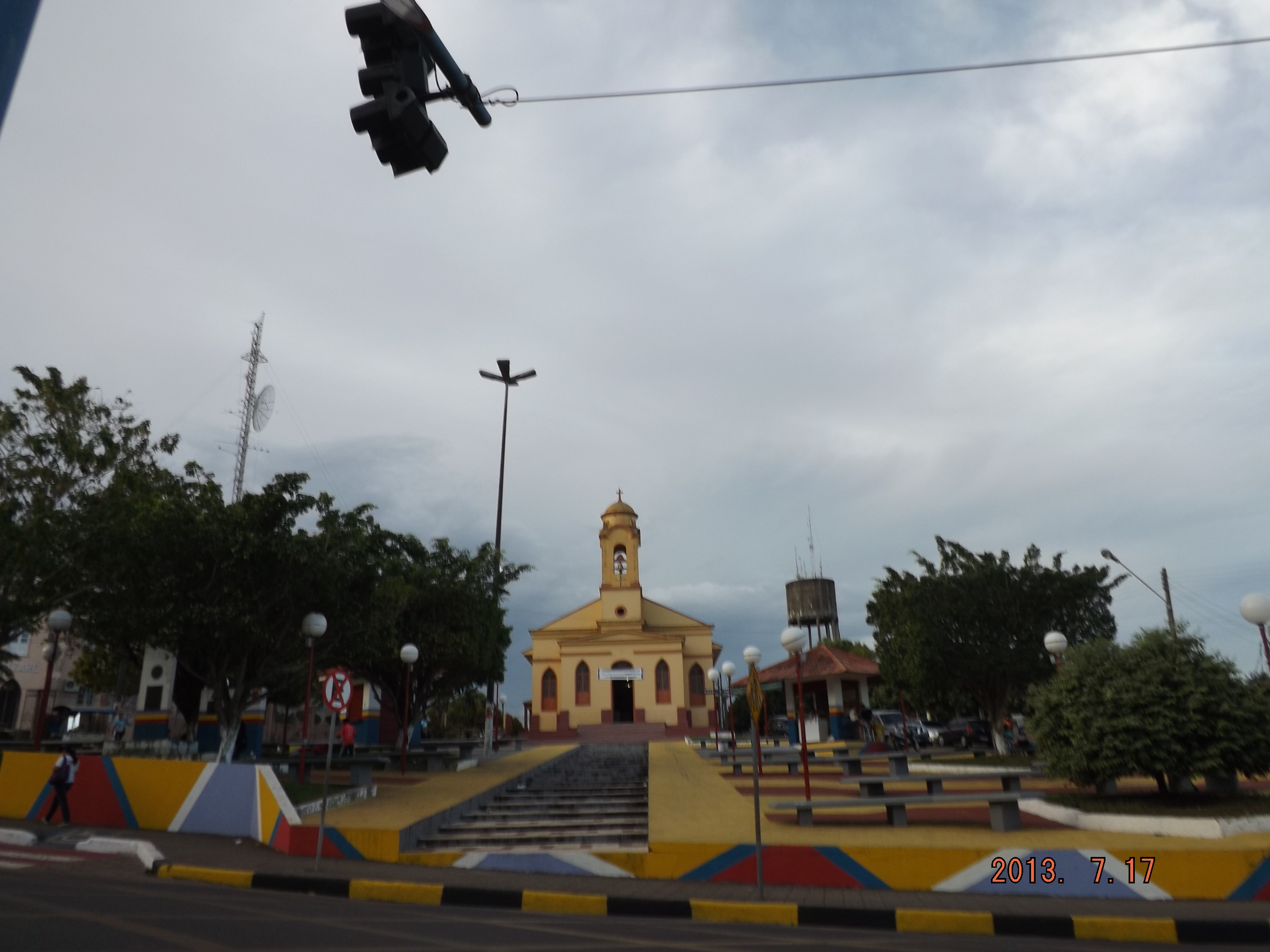
Manacapuru

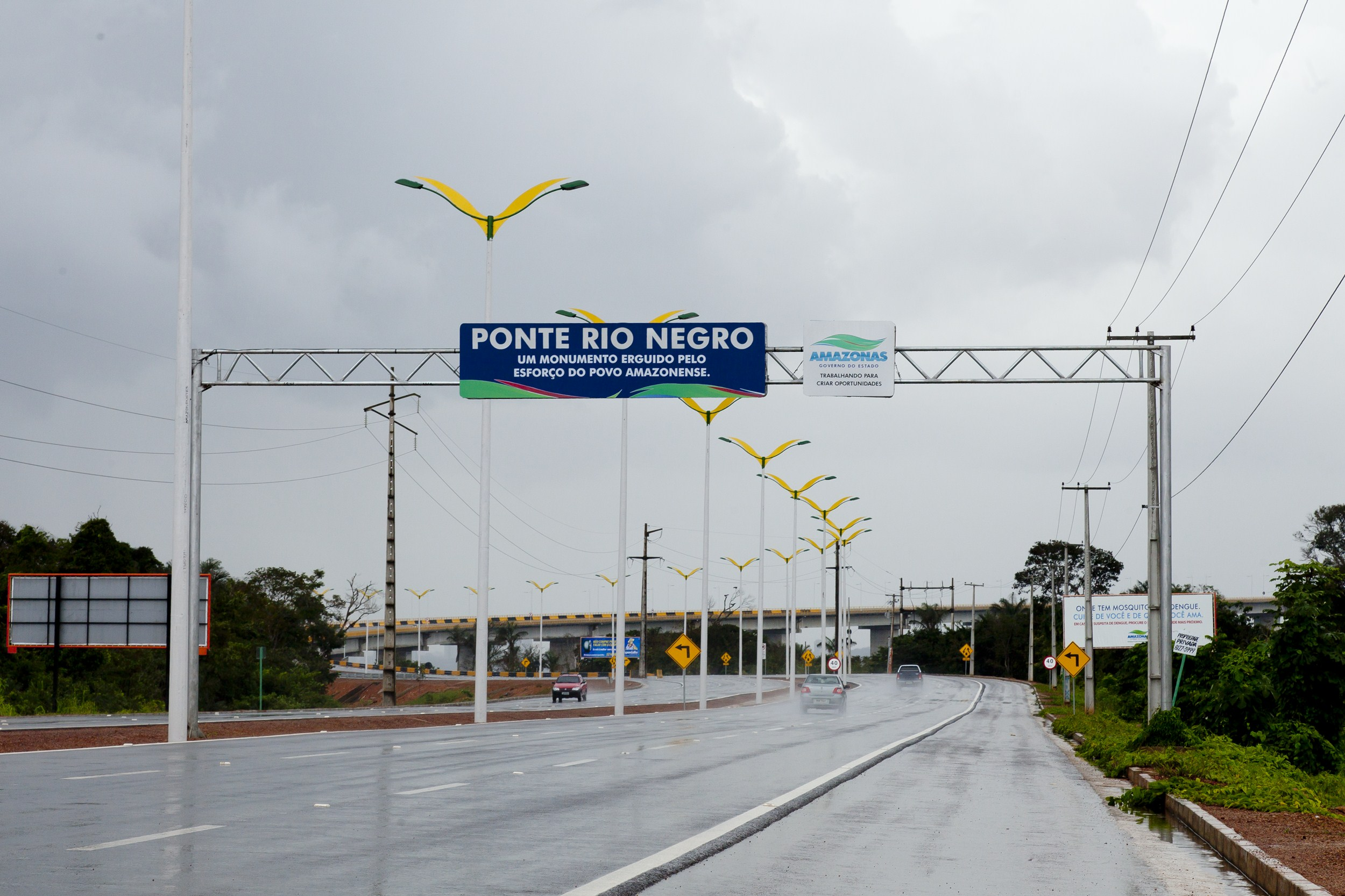
Iranduba

A RMM possui 13 municípios: Autazes, Careiro, Careiro da Várzea, Iranduba, Itacoatiara, Itapiranga, Manacapuru, Manaquiri, Manaus, Novo Airão, Presidente Figueiredo, Rio Preto da Eva, Silves.

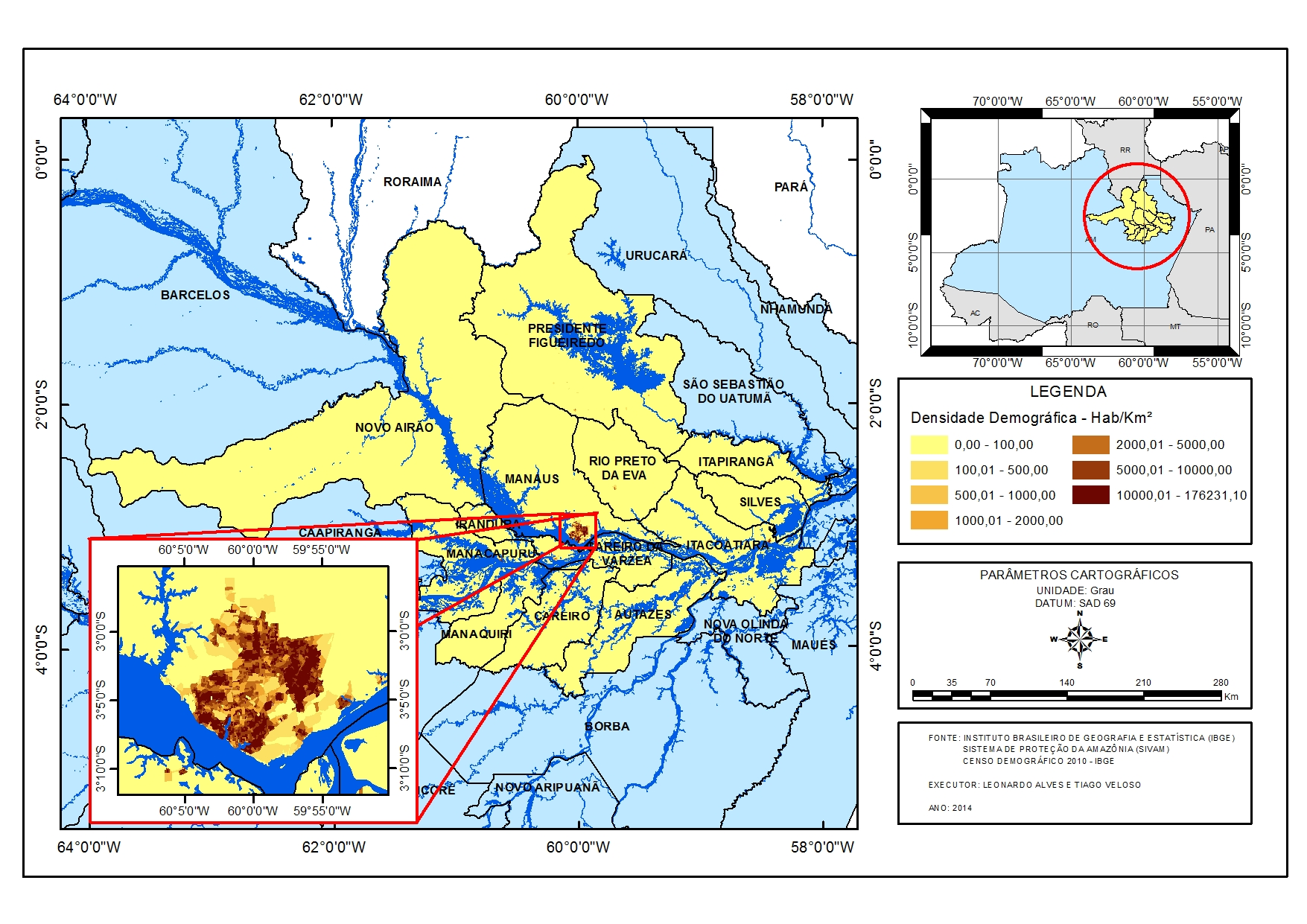
Região Metropolitana de Manaus: densidades demográficas

A população da RMM é de 2.532.226 habitantes, o que corresponde 64,2% da população do Amazonas, 14,5% da população da Região Norte do Brasil e 1,3% da população total do país.

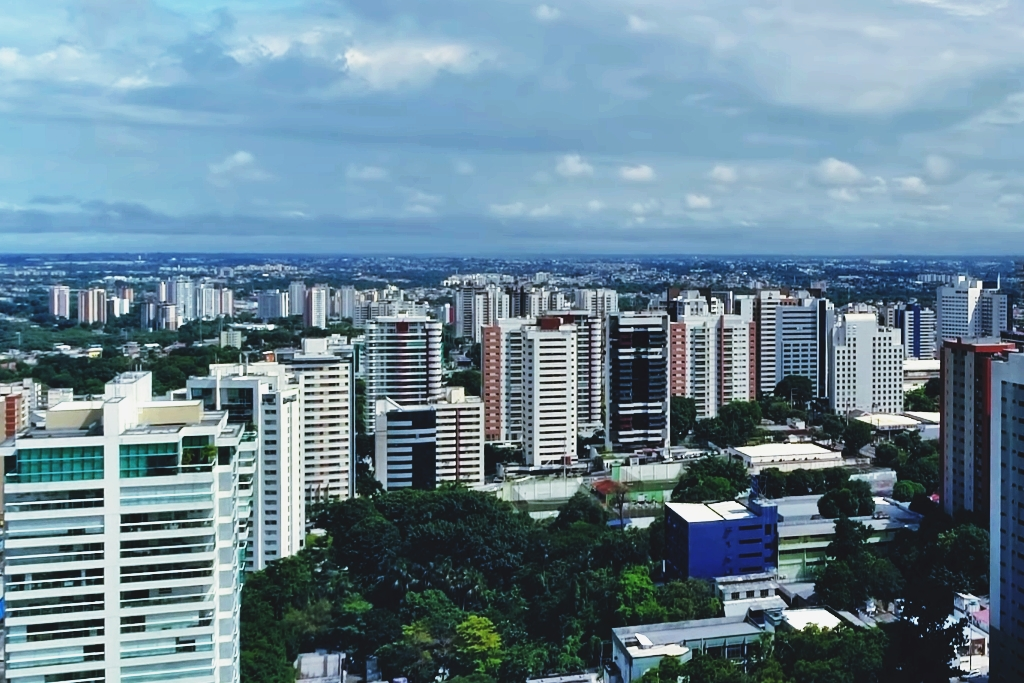
Manaus

| Município             | Legislação           | Área territorial (km²) | População (2022) | PIB (R$) (Bilhões)(2021) |
| --------------------- | -------------------- | ---------------------- | ---------------- | ------------------------ |
| Autazes               | 30.04.2009 (LC N.64) | 7 652,851              | 41 582           | 0,506                    |
| Careiro               | 30.04.2009 (LC N.64) | 6 096,210              | 30 792           | 0,395                    |
| Careiro da Várzea     | 30.05.2007 (LC N.52) | 2 627,474              | 19 638           | 0,413                    |
| Iranduba              | 30.05.2007 (LC N.52) | 2 216,817              | 60 993           | 1,0                      |
| Itacoatiara           | 30.05.2007 (LC N.52) | 8 891,906              | 103 598          | 2,3                      |
| Itapiranga            | 30.04.2009 (LC N.64) | 4 335,075              | 10 162           | 0,152                    |
| Manacapuru            | 27.12.2007 (LC N.59) | 7 336,579              | 101 883          | 1,5                      |
| Manaquiri             | 30.04.2009 (LC N.64) | 3 973,259              | 17 107           | 0,311                    |
| Manaus                | 30.05.2007 (LC N.52) | 11 401,092             | 2 063 547        | 103,2                    |
| Novo Airão            | 30.05.2007 (LC N.52) | 37 805,257             | 15 761           | 0,186                    |
| Presidente Figueiredo | 30.05.2007 (LC N.52) | 25 412,265             | 30 668           | 1,0                      |
| Rio Preto da Eva      | 30.05.2007 (LC N.52) | 5 815,622              | 24 936           | 0,407                    |
| Silves                | 30.04.2009 (LC N.64) | 3 723,382              | 11 559           | 0,175                    |
| Total                 | Total                | 127 287,789            | 2 532 226        | 111,7                    |

## Infraestrutura

### Transporte rodoviário
Rodovias Federais
 Manaus ↔ Presidente Figueiredo ↔ Boa Vista ↔ Venezuela
 Manaus ↔ Careiro ↔ Humaitá ↔ Porto Velho
Rodovias Estaduais
AM-010 - Manaus ↔ Rio Preto da Eva ↔ Itacoatiara
AM-070 - Manaus ↔ Iranduba ↔ Manacapuru

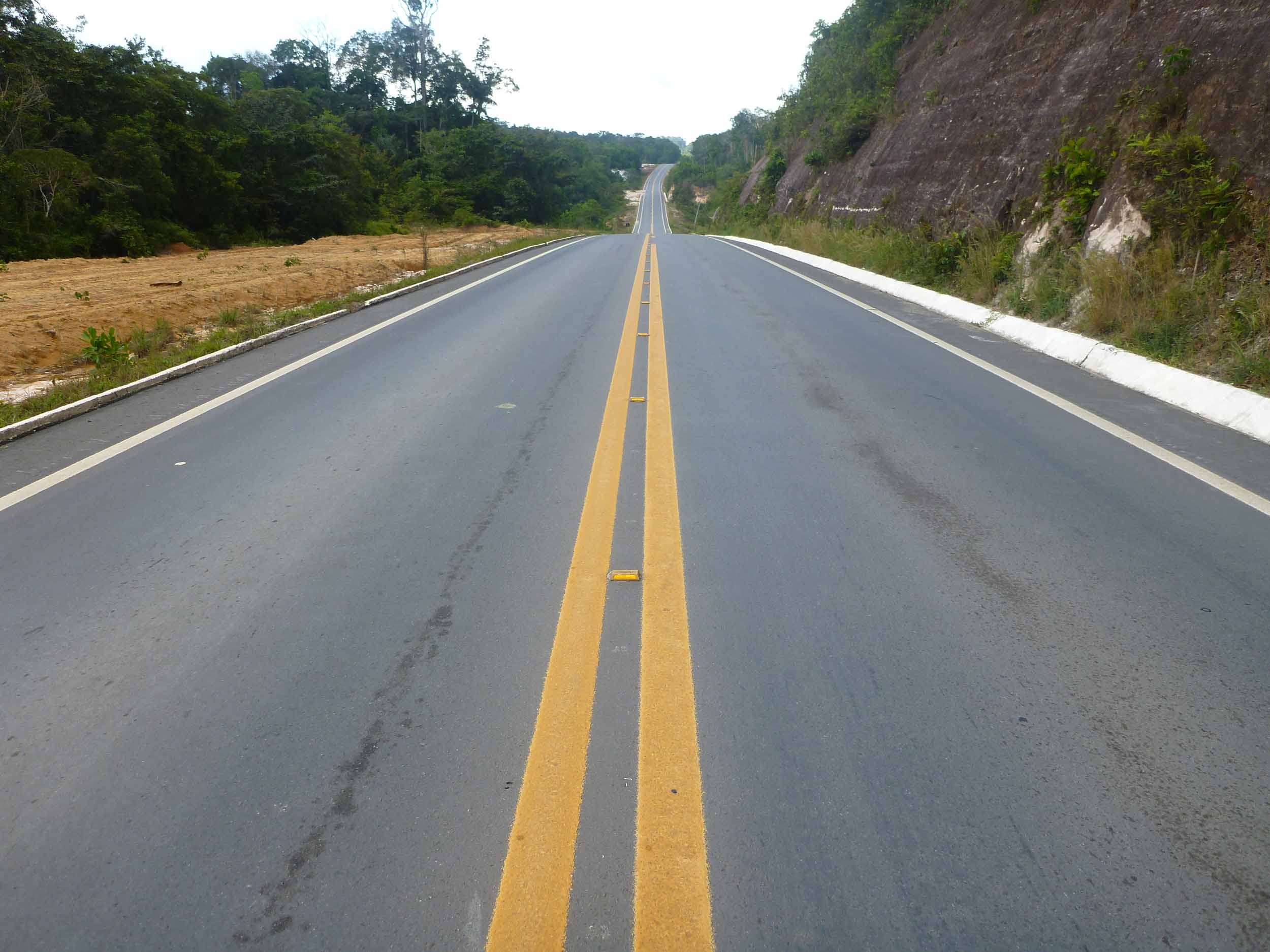
A Rodovia Manaus–Boa Vista liga a capital à Presidente Figueiredo, Boa Vista e Venezuela.

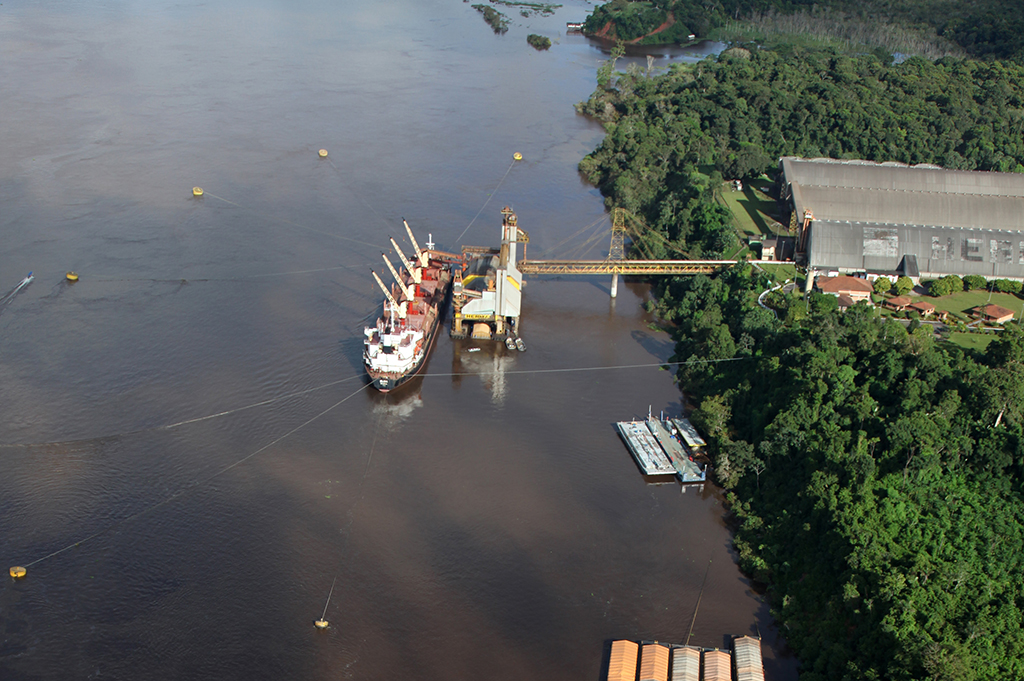
O Porto da Hermasa em Itacoatiara recebe toneladas de grãos do Centro-Oeste do país e exporta para o mundo inteiro através do rio Amazonas.

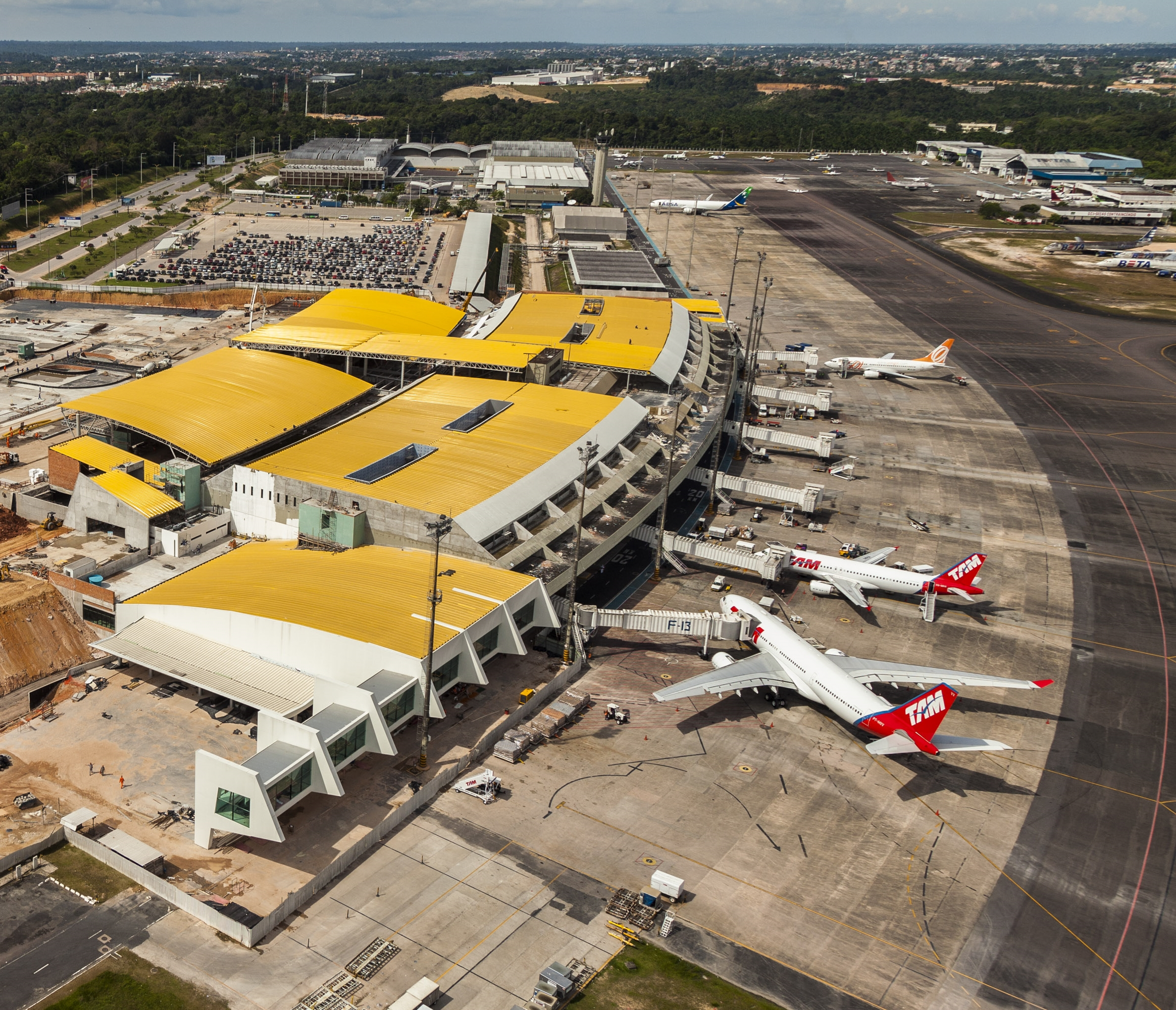
Aeroporto Internacional de Manaus

AM-254 - Manaus ↔ Autazes
AM-328 - Manaus ↔ Itapiranga
AM-330 - Manaus ↔ Silves
AM-352 - Manacapuru ↔ Novo Airão
AM-354 - Manaus ↔ Manaquiri

#### Portuário
O transporte fluvial na RMM é muito comum. A Grande Manaus possui quatro portos: dois em Manaus, um em Itacoatiara e outro em Manacapuru.
- Porto de Manaus, localizado à margem esquerda do rio Negro, é um grande e movimentado porto distante 13 km da confluência com o rio Solimões.[67] O porto atende aos estados do Amazonas, Pará, Roraima, Rondônia, Acre e áreas do norte de Mato Grosso, sendo administrado pela Sociedade de Navegação, Portos e Hidrovias do Estado do Amazonas (SNPH) desde 1997. É capaz de operar com quatro navios simultaneamente em qualquer período do ano e mais três navios durante a cheia do Rio Negro.[68]
- Porto Chibatão, localizado no coração do Polo Industrial, é considerado o maior complexo portuário privado da América Latina com 1 milhão de metros quadrados e capacidade de carga estática de 40 mil TEU’s em toda sua estrutura, a qual fica à disposição de importantes Armadores como Hamburg Süd, Maersk, Mercosul Line, Log-In, CMA-CGM, MSC e também de navios de carga geral e produtos siderúrgicos que se destinam ao PIM. O Porto Chibatão dispõe de um cais flutuante de 710 metros de comprimento por 240 metros de boca e tem como finalidade o embarque e desembarque de navios para movimentação de cargas de projetos, cargas gerais e containers.[69]
- Porto de Itacoatiara tem capacidade para atracação de navios até 35 mil toneladas. Ela conta com uma ponte de acesso ao cais flutuante de 90 metros, uma rampa de concreto armado com 128 metros de comprimento para atracação simultânea de duas balsas de médio a grande porte, além de um pátio de cargas de 13.950 m² para 5 mil contêineres e amplo estacionamento para veículos, caminhões, carretas e bitrens.[70]
- Porto de Manacapuru, de responsabilidade da Superintendência Estadual de Navegação, Portos e Hidrovias - SNPH, é um dos maiores da Região Norte do Brasil.[71]

#### Aéreo
A Grande Manaus possui quatro aeroportos, sendo um grande e moderno aeroporto internacional administrado pela Infraero, um aeroporto militar, um aeroclube e um aeroporto em Itacoatiara. 
- Aeroporto Internacional de Manaus – Eduardo Gomes, localizado a 14 km do Centro, possui dois terminais de passageiro com capacidade para receber 13,5 milhões de passageiros por ano. Conta com 8 companhias aéreas - LATAM, Gol, Azul, MAP e Total Linhas Aéreas; American Airlines, Avior Airlines e Copa Airlines – que ligam Manaus a 11 destinos nacionais e a cinco internacionais: Miami, Orlando,[72] Buenos Aires, Caracas e Cidade do Panamá. Cerca de 8 mil passageiros movimentam diariamente o aeroporto.[73]
- ALA 8, também conhecida como Base Aérea de Manaus[74] ou Aeroporto de Ponta Pelada,[75] é uma base da Força Aérea Brasileira localizada na Zona Sul de Manaus, que se destaca no cenário nacional por seu desempenho na região amazônica. Tem papel fundamental em defesa aérea, logística e organização de tropas da FAB na Amazônia Ocidental.[76] Também serve como alternativa de pouso, caso o Aeroporto Internacional de Manaus seja fechado.[77]
- Aeroporto de Flores, localizado no bairro de Flores, foi criado no ano de 1940 com o nome de "Aéro Clube do Amazonas" (ACA). Destina-se, sobretudo, a voos particulares e regionais com aeronaves de pequeno porte. Operam no aeródromo várias empresas de táxi aéreo e, principalmente, os paraquedistas.[78][79]
- Aeroporto Municipal de Itacoatiara – Mariano Arico Barros, localizado às margens do rio Amazonas, opera aeronaves de pequeno porte de táxi-aéreo. Possui uma pista de asfalto de 1515 x 30 m e está a 43 metros de altitude.[80][81]